# 苅安賀
苅安賀（かりやすか）は、愛知県一宮市の地名。

## 地理

### 交通
- 国道155号
- 愛知県道145号冨田一宮線
- 東海北陸自動車道一宮北インターチェンジ
- 一宮ジャンクション
- 愛知県道458号一宮弥富線
- 名鉄尾西線苅安賀駅

### 施設
- 名古屋銀行一宮西支店
- 県営苅安賀住宅
- 法来寺
- 正福寺
- 蓮照寺
- 一宮市立大和西小学校
- 苅安賀自動車学校
- JA愛知西大和支店

## 歴史

### 人口の変遷
国勢調査による人口および世帯数の推移。

#### 苅安賀
| 1995年（平成7年）  | 409世帯 1279人 |  |
| 2000年（平成12年） | 479世帯 1436人 |  |
| 2005年（平成17年） | 492世帯 1408人 |  |
| 2010年（平成22年） | 514世帯 1384人 |  |
| 2015年（平成27年） | 545世帯 1409人 |  |
| 2020年（令和2年）  | 567世帯 1276人 |  |

#### 大和町苅安賀
| 1995年（平成7年）  | 1035世帯 3625人 |  |
| 2000年（平成12年） | 1120世帯 3617人 |  |
| 2005年（平成17年） | 1165世帯 3688人 |  |
| 2010年（平成22年） | 1252世帯 3670人 |  |
| 2015年（平成27年） | 1274世帯 3641人 |  |
| 2020年（令和2年）  | 1366世帯 3661人 |  |

### WEB
1. 1 2  “愛知県一宮市の町丁・字一覧”.   人口統計ラボ. 2024年4月20日閲覧。
2. 1 2 3 4  総務省統計局 (2022年2月10日). “令和2年国勢調査の調査結果(e-Stat) - 男女別人口，外国人人口及び世帯数－町丁・字等” (CSV). 2023年8月2日閲覧。
3. 1 2  “読み仮名データの促音・拗音を小書きで表記するもの(zip形式) 愛知県” (zip).   日本郵便 (2024年2月29日). 2024年3月26日閲覧。
4. 1 2  “市外局番の一覧” (PDF).   総務省 (2022年3月1日). 2022年3月22日閲覧。
5. ↑  “ナンバープレートについて”.   一般社団法人愛知県自動車会議所. 2024年1月21日閲覧。
6. ↑  “ナンバープレートについて”.   一般社団法人愛知県自動車会議所. 2024年1月21日閲覧。
7. ↑  総務省統計局 (2014年3月28日). “平成7年国勢調査の調査結果(e-Stat) - 男女別人口及び世帯数 －町丁・字等” (CSV). 2021年7月20日閲覧。
8. ↑  総務省統計局 (2014年5月30日). “平成12年国勢調査の調査結果(e-Stat) - 男女別人口及び世帯数 －町丁・字等” (CSV). 2021年7月20日閲覧。
9. ↑  総務省統計局 (2014年6月27日). “平成17年国勢調査の調査結果(e-Stat) - 男女別人口及び世帯数 －町丁・字等” (CSV). 2021年7月21日閲覧。
10. ↑  総務省統計局 (2012年1月20日). “平成22年国勢調査の調査結果(e-Stat) - 男女別人口及び世帯数 －町丁・字等” (CSV). 2021年7月21日閲覧。
11. ↑  総務省統計局 (2017年1月27日). “平成27年国勢調査の調査結果(e-Stat) - 男女別人口及び世帯数 －町丁・字等” (CSV). 2021年7月21日閲覧。
12. ↑  総務省統計局 (2014年3月28日). “平成7年国勢調査の調査結果(e-Stat) - 男女別人口及び世帯数 －町丁・字等” (CSV). 2021年7月20日閲覧。
13. ↑  総務省統計局 (2014年5月30日). “平成12年国勢調査の調査結果(e-Stat) - 男女別人口及び世帯数 －町丁・字等” (CSV). 2021年7月20日閲覧。
14. ↑  総務省統計局 (2014年6月27日). “平成17年国勢調査の調査結果(e-Stat) - 男女別人口及び世帯数 －町丁・字等” (CSV). 2021年7月21日閲覧。
15. ↑  総務省統計局 (2012年1月20日). “平成22年国勢調査の調査結果(e-Stat) - 男女別人口及び世帯数 －町丁・字等” (CSV). 2021年7月21日閲覧。
16. ↑  総務省統計局 (2017年1月27日). “平成27年国勢調査の調査結果(e-Stat) - 男女別人口及び世帯数 －町丁・字等” (CSV). 2021年7月21日閲覧。